# Guayabera

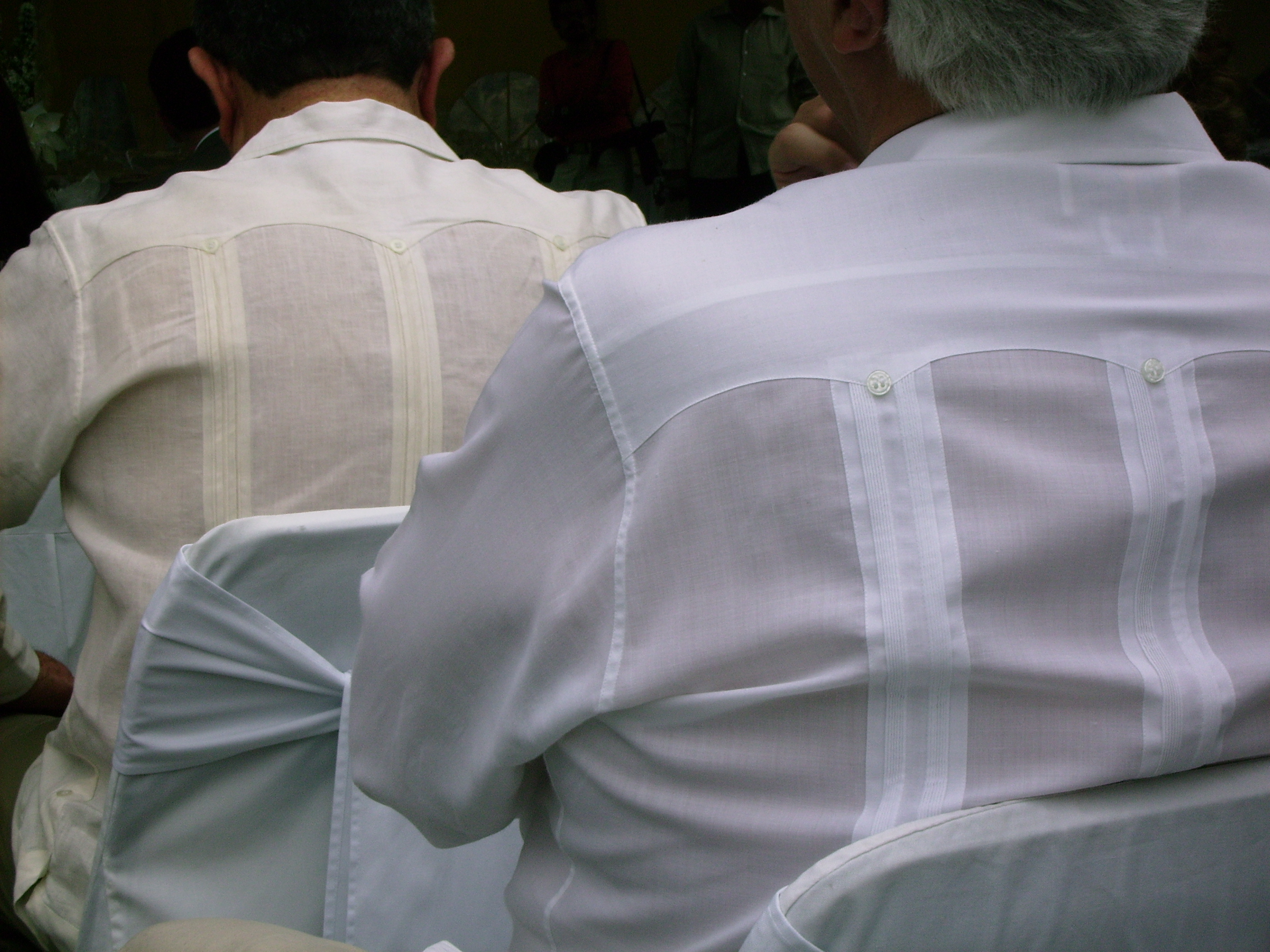
Guayaberas

Guayabera är en skjorta som används som vardags- och festplagg i tropiska delar av Mexiko, Centralamerika och Karibien. Normalt är guayaberan kortärmad med prydnadsveck och/eller brodyr på bröstet, som festplagg kan den vara mycket påkostad. Traditionellt är den av bomull men finns numer även i syntetmaterial. De bästa anses komma från olika tillverkare i Mérida som är huvudstad i delstaten Yucatán i södra Mexiko.